# Държавно устройство на Ливан
Ливан е демократична парламентарна република. Това е предпоставка за специална система, позната като конфесионализъм. Тази система, целяща да предотврати сектантски разногласия, се опитва честно да разпредели демографските различия в страната в управляващото тяло. Вследствие на това високите позиции в правителството са резервирани за членове на определени религиозни групи. Така президентът трябва да е маронит от християните католици, министър-председателят – сунитски мюсюлманин, заместник министърът – православен християнин, а говорителят на парламента шиит мюсюлманин.

## Изпълнителна власт; Президент
Президентът се избира за шест годишен период от ливанския парламент. Въпреки че се смята, че може да бъде избран с просто мнозинство, в действителност той се избира с консенсус. Президентът посочва министър-председателя при назначаването му от парламента (което обикновено е обвързващо). След консултации с парламента и президента, министър-председателят свиква кабинет, който също отговаря на изискванията на конфесионализма.

## Законодателна власт
Парламентът е законодателният орган в Ливан. Той се избира за четири годишен период. Неговите основни функции са да избира президент, да одобри правителството и да одобрява закони и разходи. Състои се от 128 депутати, като едната половината са християни, а другата мюсюлмани.

## Съдебна власт
Ливанската правна система е базирана на наполеоновия кодекс. Съдебните процеси не се провеждат с жури. Тя е съставена от три нива: Върховен съд, Апелативен съд и Касационен съд. Общо 4 са съдилищата на Касационния съд (три съдилища за граждански и търговски дела и един съд за криминални случаи). Също така има система от религиозни съдилища, които имат юрисдикция върху личния живот на поклонниците на съответната религия като брак, развод и наследство. В Ливан няма закон за гражданските бракове.